# Казанская губерния (1708—1781)
Каза́нская губе́рния — административно-территориальная единица Русского царства и Российской империи, существовавшая в 1708—1781 годах, одна из её первых восьми губерний. Губернский город — Казань.
Первоначально Казанская губерния охватывала территорию по правому и левому берегам Волги от Нижнего Новгорода до Астрахани. За время её существования территория губернии значительно изменилась: из Казанской губернии в самостоятельные административные единицы выделены: Пензенская, Астраханская (1717), Нижегородская (1714, упразднена в 1717, затем снова в 1719) губернии.
В 1780—1781 году из частей Казанской губерний образованы Симбирское, Пензенское, Пермское и Казанское наместничества.

## История

Казанская губерния в 1708 году

Карта части Нагайской и Зюрейской дорог Казанского уезда 1768 года

Казанская губерния была образована Указом Петра I от 18 декабря 1708 года в ходе административно-территориальной реформы Русского царства, начатой Петром I. Основу губернии составила территория Казанского уезда, образованного после завоевания Казанского ханства в 1552 году, и административно управлявшегося т. н. приказом Казанского дворца в Москве. Первым казанским губернатором стал Пётр Матвеевич Апраксин.
Состояла из Казанского, Свияжского, Пензенского, Симбирского, Уфимского, Астраханского и других воеводств. Города: Яик, Терек, Астрахань, Царицын, Дмитровской, Саратов, Уфа, Самара, Симбирск, Царев Санчурск, Кокшанск, Свияжск, Царев Кокшанск, Алатыр, Цывилск, Чебоксары, Кашпир, Ядрин, Кузьмодемьянск, Яренск, Василь, Курмыш, Темников, Нижний Новгород, Арзамас, Кадом, Елатьма, Касимов, Гороховец, Муром, Мокшанск, Уржум, Балахна, Вязники, Юрьевец-Повольский.
После завершения башкирских восстаний, в 1711 году Уфимский уезд[уточнить] передан в непосредственное ведение Сената.
В январе 1714 года из северо-западных частей Казанской губернии была выделена новая Нижегородская губерния. В состав губернии кроме Нижнего Новгорода вошли города Алатырь, Арзамас, Балахна, Васильсурск, Гороховец, Курмыш, Юрьевец, Ядрин с прилежащими территориями. 22 ноября 1717 года Нижегородская губерния была упразднена; её территории вновь вернулись в Казанскую губернию.
22 ноября 1717 года из состава Казанской губернии выделена Астраханская губерния, в составе городов с прилегающими территориями: Астрахань, Гурьев Яицкий (совр. Атырау, Казахстан), Дмитриевск (совр. Камышин), Петровск, Самара, Саратов, Симбирск (совр. Ульяновск), Сызрань, Терский город, Царицын (совр. Волгоград), Красный Яр, Чёрный Яр и Кизляр.
29 мая 1719 года вновь выделена самостоятельная Нижегородская губерния, а оставшаяся часть Казанской губернии была поделена на провинции: Казанскую, Пензенскую, Свияжскую, а также Уфимскую, которая входила в неё до 1728 и в 1733—1740. По другим данным, Уфимская провинция с 1728 по 1744 год находилась под управлением Сената.
29 апреля 1727 года — по именному указу Вятская и Соликамская (переименована в Пермскую) провинции переданы из Сибирской губернии.
В 1728 году делегация башкир во главе с Яркеем Янчуриным подало императору Петра II прошение «Об учинении розыска по поводу обид и притеснений, перенесенных ими от воевод и целовальников, и об охранении их вотчинных прав на земли», после которого вышел указ императора «Об отделении Уфимской провинции от Казанской губернии, о состоянии оной в особенном ведомстве Сената», согласно которому Уфимская провинция (кроме Мензелинска) была официально изъята из состава губернии и подчинялась Сенату напрямую, с воеводой в Уфе.
В 1733 Уфимская провинция снова подчиняется Казанской губернии, а власть воеводы ограничивается. С 1734, фактически, управление провинции и края поставлено в зависимость от Оренбургской экспедиции И. К. Кирилова, из-за деятельности которой в период 1735–1740 прошли башкирские восстания. Также в этот период провинция подчинялась Комиссии башкирских дел. В результате с 9 июля 1741 Уфимская провинция вновь перешла в подчинение Сенату, и в 1738–1740 и 1740–1744 временно управлялась специальным воеводой (в подчинении экспедиции и комиссии) и позже вице-губернатором (в подчинении Сенату). Учреждение должности вице-губернатора возвращала, фактически, статус провинции в 1728.
15 марта 1744 года Исетскую, созданную в 1737, и Уфимскую провинции передали в состав учреждённой новой губернии — Оренбургской.
В 1775 году началась губернская реформа, в ходе которой Казанская губерния была разделена на несколько наместничеств и прекратила своё существование: 11 сентября 1780 года из Вятской провинции и частей Свияжской и Казанской провинций учреждена Вятское наместничество, а из южных уездов образованы Симбирское и Пензенское наместничества. 27 января 1781 года территория Пермской провинции передана в состав образованного Пермского наместничества, а 28 сентября того же года оставшаяся территория Казанской губернии преобразована в Казанское наместничество в составе 13 уездов. В том же году были утверждены гербы губернии и уездных городов.
В декабре 1796 года Казанское наместничество вновь становится губернией.

## Административное деление
С 1719 делилась на провинции: Казанскую, Пензенскую, Свияжскую и Уфимскую.

## Губернаторы
| Ф. И. О.                       | Титул, чин, звание                      | Время замещения должности |
| ------------------------------ | --------------------------------------- | ------------------------- |
| Апраксин Пётр Матвеевич        | ближний боярин                          | 1708—1713                 |
| Салтыков Пётр Самойлович       | ближний боярин                          | 1713—1719                 |
| Салтыков Алексей Петрович      |                                         | 1719—1725                 |
| Менгден Иван Алексеевич        | генерал-майор                           | 1725                      |
| Волынский Артемий Петрович     | генерал-майор                           | 1725—1727                 |
| Зотов Василий Никитович        | генерал-майор                           | 1727—1728                 |
| Волынский Артемий Петрович     | генерал-майор                           | 1728—1731                 |
| Долгоруков Михаил Владимирович | князь, действительный тайный советник   | 1731—1732                 |
| Мусин-Пушкин Платон Иванович   | граф, действительный статский советник  | 1732—1735                 |
| Румянцев Александр Иванович    | генерал-лейтенант                       | 1735—1736                 |
| Голицын Сергей Дмитриевич      | князь, тайный советник                  | 1736—1739                 |
| Вакансия                       |                                         | 1739—1741                 |
| Загряжский Артемий Григорьевич | генерал-поручик                         | 1741—1748                 |
| Греков Степан Тимофеевич       | действительный статский советник        | 1748—1755                 |
| Головин Фёдор Иванович         | граф, тайный советник                   | 1755—1760                 |
| Тенишев Василий Борисович      | князь, действительный статский советник | 1760—1764                 |
| Квашнин-Самарин Андрей Никитич | действительный статский советник        | 1764—1770                 |
| Бранд Яков Ларионович          | генерал-поручик                         | 1770—1774                 |
| Мещерский Платон Степанович    | князь, генерал-поручик                  | 1774—1781                 |

## Вице-губернаторы
| Ф. И. О.                          | Титул, чин, звание                                                       | Время замещения должности |
| --------------------------------- | ------------------------------------------------------------------------ | ------------------------- |
| Кудрявцев Никита Алферьевич       |                                                                          | 1718—1727                 |
| Кудрявцев Нефед Никитович         | полковник                                                                | 20.04.1727                |
| Соймонов Леонтий Яковлевич        | генерал-майор                                                            | 03.03.1740                |
| Тенишев Василий Борисович         | князь, генерал-адъютант, тайный советник                                 | 1756—16.08.1760           |
| Кудрявцев Иван Павлович           | надворный советник                                                       | 1764                      |
| Вадбольский Пётр Михайлович       | князь, полковник, 1-й товарищ губернатора                                | 22.04.1764—1766           |
| Римский-Корсаков Михаил Андреевич | коллежский советник, 2-й товарищ губернатора                             | 22.04.1764—1766           |
| Кудрявцев Иван Павлович           | статский советник, 1-й товарищ губернатора                               | 1772—1774                 |
| Жданов Александр Акимович         | статский советник, 2-й товарищ губернатора                               | 1772—1774                 |
| Попов Александр Васильевич        | подполковник, 1-й товарищ губернатора                                    | 1774—1777                 |
| Львов Николай Петрович            | надворный советник, 2-й товарищ губернатора                              | 1774—1777                 |
| Желтухин Фёдор Фёдорович          | полковник, статский советник, 1-й товарищ губернатора, поручик правителя | 1777—1784                 |
| Попов Александр Васильевич        | подполковник, 2-й товарищ губернатора                                    | 1777—1779                 |